# Olivose
Olivose (kurz: Oli, auch 2,6-Didesoxyglucose oder 2,6-Didesoxymannose) ist eine Hexose, die in diversen glycosidischen Naturstoffen vorkommt.

## Vorkommen
Die in der Tiefsee vorkommende Bakterienart Streptomyces lusitanus produziert mehrere glycosidische Antibiotika, die D-Olivose enthalten. Auch die Landomycine und Chlorothricin aus Streptomyces enthalten D-Olivose.

## Verwendung
Olivose wurde verwendet, um Mithramycin-Derivate mit geänderten Glycolysierungsmustern als mögliche Antitumor-Antibiotika zu synthetisieren.

## Verwandte Verbindungen
Es existieren vier Enantiomerenpaare der 2,6-Didesoxyhexosen. Die anderen drei sind Digitoxose, Oliose und Boivinose.